# Palazzo Romeo Retez

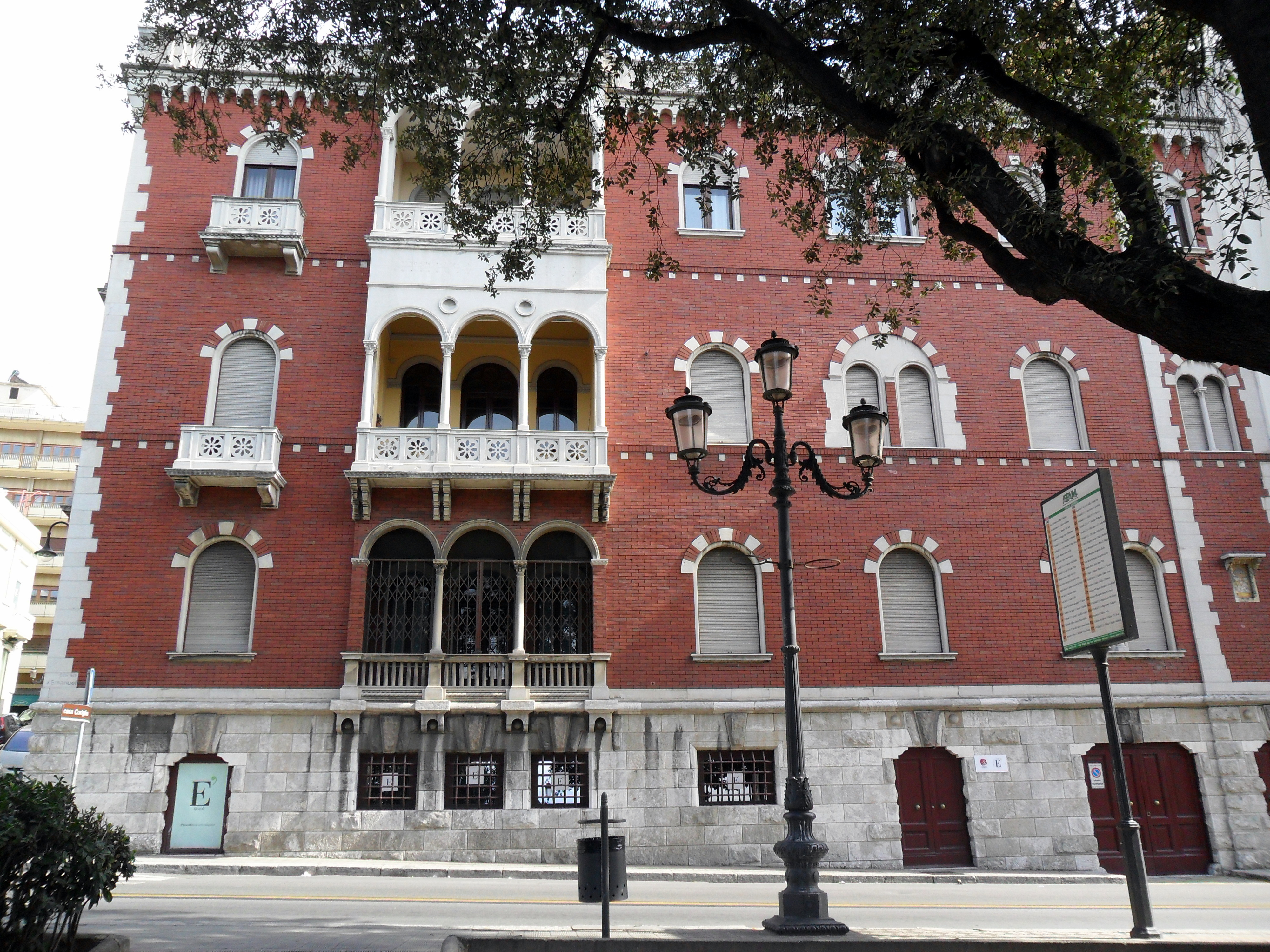
Palazzo Romeo Retez in Reggio Calabria

Der Palazzo Romeo Retez (oder Casa Romeo Retez) ist ein Palast der Neorenaissance aus den 1920er-Jahren im historischen Zentrum von Reggio Calabria in der italienischen Region Kalabrien. Er liegt am Corso Vittorio Emanuele III an der Ecke zur Via Tenente Panella.

## Geschichte
Das Gebäude wurde nach einem Projekt vom 7. Juni 1929 erstellt, das Bauingenieur Dante Ciccioli im Namen von Dottore Stefano Romeo Retez vorlegte. Im Februar 1933 wurde es durch das Projekt der Firma von Bauingenieur Carlo Perissinotti Bisoni verändert, der Änderungen sowohl am Gebäude selbst als auch an den beiden Fassaden gegenüber dem ersten Projekt anbrachte.

## Beschreibung
Was die Aufteilung angeht, wurden die Fassaden dagegen substanziellen Veränderungen, vor allen Dingen im neuen Baustil, der angewandt wurde, und nach dem Willen des Eigentümers, unterworfen. Dem Gebäude, das ursprünglich ein Tiefparterre und zwei Vollgeschosse hatte, wurde in den 1970er-Jahren ein drittes Geschoss aufgesetzt; der Haupteingang liegt an der Via Tenente Panella, während man ins Tiefparterre, das für Ladengeschäfte gedacht ist, vom Corso Vittorio Emanuele III aus gelangt.
Die Hauptfassade zum Meer hin zeigt sich im Neorenaissancestil und die Nutzung verschiedener Baumaterialien ermöglicht den Erhalt einer akzeptablen farblichen Mischung: Die Steinblöcke für das Bossenwerk im Tiefparterre, die Terrakottaverkleidung der Fassade, der weiße Kalkstein an den Balkonen, Schlusssteinen der Fensteröffnungen und Rahmen.
Das Erdgeschoss zeigt eine unregelmäßige Folge von Fenstern: Einzel- und Doppelfenster, alle mit Rundbögen und Rahmen; an der Seite, zur Gebäudeecke hin, sitzt ein Dreifachfenster, ebenfalls mit halbrundem Bogen, getragen von Pilastern, die von einer Betonbalustrade ausgehen, die von einer Stierform unterstrichen wird.
In den anderen beiden Geschossen wiederholt sich die Folge von Fenstern, wobei deren Typen als Doppel- oder Einzelfenster im Kontrast zum Erdgeschoss stehen. Dann kommt die Variation der Balustraden der Balkone, die mit den Pilastern eine Art von Kontinuität bis zum obersten Stockwerk schafft; sie bestehen ebenfalls aus Beton und haben florale Verzierungen. Ein Gesims aus kleinen Bögen liegt vor der Brüstung der Terrasse, an der sich dieselben Motive wiederholen, die bereits an den Balustraden des ersten und zweiten Oberschosses verwendet wurden.